# Station Juelsminde
Station Juelsminde was een station in Juelsminde, Denemarken en lag aan de lijn Horsens - Juelsminde, die in 1884 door de Horsens-Juelsminde Jernbane (HJJ) was aangelegd. Het station werd op 25 mei 1884 geopend. Het emplacement omvatte een stationsgebouw, draaischijf, een locomotiefloods voor stoomlocomotieven (in 1921 met een werkplaats uitgebreid) en een loods voor motorrijtuigen. Er was tevens een spoor richting de haven.

## Stationsgebouw
Omdat men verwachtte dat Juelsminde een belangrijk spoorwegknooppunt zou worden, was er aanvankelijk een groot stationsgebouw ontworpen. Men besloot echter om de verdere ontwikkelingen nog even af te wachten en voorlopig te volstaan met een eenvoudig, houten gebouwtje. Uiteindelijk heeft dit tijdelijke stationsgebouwtje dienst gedaan tot het einde van de spoorlijn in 1957. Juelsminde is nooit een knooppunt geworden. In 2001 is het gebouwtje afgebroken.

## Sluiting
Op 30 september 1957 werd de spoorlijn opgeheven en kwam er een einde aan het spoorvervoer in Juelsminde. De laatste trein vertrok op zaterdagavond 28 september vanuit Horsens en kwam na middernacht aan te Juelsminde. De trein had een half uur vertraging opgelopen vanwege afscheidsfestiviteiten onderweg.